# Flugplatz Bordelum

i7
i11
i13
Der Flugplatz Bordelum (ICAO-Code: EDWA) war ein Flugplatz in Bordelum in Schleswig-Holstein. Er gehörte zum GAFOR-Gebiet 02 und wurde aufgegeben, um Platz für den Bürgerwindpark Reußenköge V zu schaffen.